# Concierto para piano n.º 1 (Chopin)

Publicación alemana de cinco obras de Chopin, 1880.

El Concierto para piano n.º 1 en mi menor, op. 11, del compositor polaco Frédéric Chopin, fue compuesto en el año 1830. 

## Historia
Este concierto fue estrenado el 11 de octubre de 1830, en el Teatro Nacional de Varsovia, con el compositor como solista durante uno de los conciertos de "despedida", antes de que Chopin abandonara Polonia. Está dedicado al pianista Friedrich Kalkbrenner. Fue el primero de sus dos conciertos para piano en ser publicado, y por lo tanto se lo denominó Concierto para piano "número 1" en el momento de su publicación, aun cuando en realidad fue compuesto inmediatamente tras el que después sería publicado como Concierto para piano n.º 2.
Está orquestado para piano, dos flautas, dos oboes, dos clarinetes, dos fagots, cuatro trompas, dos trompetas, un trombón, timbales y cuerdas.

## Estructura
Está estructurado en los tres movimientos típicos: 
1. Allegro maestoso
2. Romance - Larghetto
3. Rondo - Vivace

## Influencia
Sorprende el parecido que esta obra tiene con el Concierto para piano n.º1 Op. 61 en re menor de Friedrich Kalkbrenner. En el primer movimiento de ambos conciertos, por ejemplo, el piano entra de manera fuerte y aplastante, hace una corta presentación virtuosa y luego luce el tema central en una forma más tranquila y sentimental con una mano izquierda insistente; también llama la atención que en ambos conciertos la orquesta tenga una breve participación justo antes de que el piano muestre el tema central. 
Según los expertos, la obra de Chopin toma la estructura musical de Mozart, Hummel y Kalkbrenner. La influencia que Mozart tuvo en Chopin se puede notar claramente en composiciones como la polonesa en sol menor Op. póstumo o las escocesas Op. 72; mientras que las de Kalkbrenner y Hummel se distinguen en sus dos conciertos para piano. 
Chopin sabía tocar los conciertos para piano de Hummel en la menor y en si menor, y los tuvo en su repertorio hasta que detuvo sus presentaciones públicas con orquesta. Sin embargo, era común que pusiera a estudiar los mismos conciertos para piano a sus alumnos.

## Crítica
Tradicionalmente la crítica se ha mostrado dividida respecto a esta obra. Para unos, Chopin era fundamentalmente un compositor para piano y por lo tanto consideran que en este caso el acompañamiento orquestal no es más que un vehículo para el solista; así, las partes exclusivamente orquestales carecen de interés. Otros son de la opinión de que el acompañamiento orquestal está deliberadamente y cuidadosamente escrito para envolver el sonido del piano, y que la simplicidad de la orquestación es una elección consciente para buscar el contraste con la complejidad de la armonía.
Pianistas internacionales como Charles Richard-Hamelin y Eva María Zuk consideran al primer concierto de Chopin más difícil que el segundo al hablar de técnica al piano, sin embargo al segundo le atribuyen la característica de ser musicalmente más complicado de interpretar que el primero.